# فايخن
فايخن Wijchen  هي مدينة وبلدية بمقاطعة خيلدرلند، هولندا.

## طوبوغرافيا
خريطة طوبوغرافية هولندية لبلدية فايخن، 2013، (تقرأ بعد ثلاث نقرات على الخريطة).

## توأمة
لفايخن اتفاقيات توأمة مع:
- ستارغارد زتسيسينسكي

## أعلام
- فريد روتن
- روي ماكاي